# Pleurotomella demosia
Pleurotomella demosia é uma espécie de gastrópode do gênero Pleurotomella, pertencente a família Raphitomidae.